# Фи² Кита
Для того чтобы посмотреть другие звездные систем с этим обозначением Байера,  см. Фи Кита
Фи2 Кита (φ2 Кита, Phi2 Ceti, φ2 Ceti, сокращ. φ2 Cet, Phi2 Cet) — звезда в экваториальном созвездии Кита. Звезда имеет видимую звёздную величину +5.172m  и, согласно шкале Бортля, звезда видна невооружённым глазом на засвеченном пригородном небе (англ. Bright suburban sky). 
Из измерений параллакса, полученных во время миссии Hipparcos известно, что звёзды удалены примерно на 51,4 св. лет (15,75 пк) от Земли. Звезда наблюдается южнее  80° с.ш., то есть южнее о-вов Западного Шпицбергена, Нортбрука и Аксель-Хейберг, таким образом зведа видна практически на всей территории обитаемой Земли, за исключением приполярных областей Арктики. Лучшее время наблюдения — октябрь. 
Звезда Фи2 Кита движется со средней скоростью относительно Солнца: её радиальная гелиоцентрическая скорость равна 8 км/с, что еа 20% меньше скорости местных звёзд Галактического диска, а также это значит, что звезда удаляется от Солнца. По небосводу звезда движутся на юго-запад. 
Средняя пространственная скорость Фи2 Кита имеет компоненты (U, V, W)=( 21.4, -2.11, -12.7), что означает U=21,4 км/с (движется по направлению к галактическому центру), V=−2,11 км/с (движется против направлении галактического вращения) и W=−12,7 км/с (движется в направлении южного галактического полюса).. 

## Имя звезды
Фи2 Кита (латинизированный вариант лат. Phi2 Ceti, φ2 Ceti) является обозначением Байера, данным им звезде в 1603 году. 19 Кита (латинизированный вариант лат. 19 Ceti) является обозначением Флемстида. 
В средневековой арабской астрономии цепочка звёзд Фи Кита назывались Аль Нитам (англ. Al Nithām). Согласно каталогу звёзд в «Техническом меморандуме 33-507 —  Сокращенный каталог звезд, содержащий 537 названий звёзд» — «Аль Нитам» был названием для четырёх звезд: Фи1  как «Аль Нитам I», Фи2 как «Аль Нитам II», звезды Фи3 иФи4 являются «Аль Нитам III» и «Аль Нитам IV», соответственно.

## Свойства Фи2Кита
Фи2 Кита — судя по её спектральному классу F7V, является карликом спектрального класса F, что указывает на то, что водород в ядре звезды ядерным «топливом», то есть звезда находится на главной последовательности.
Судя по её массе, которая  равна 1,19 {\displaystyle M_{\bigodot }} звезда начала свою жизнь как карлик спектрального класса F6. Звезда излучает энергию со своей внешней атмосферы при эффективной температуре около 6352 К, что придаёт ей характерный жёлто-белый цвет. 
В связи с небольшим расстоянием до звезды её радиус может быть измерен непосредственно, и такая попытка была сделана в 1972 году Данные об этом измерении приведены в таблице:
| Имя звезды | Год  | m    | Спектр | D (mas) | Rабс ({\displaystyle R_{\bigodot }}) | Комм.  |
| Фи2 Кита   | 1972 | 5.20 | F8V    | 0.68    | 1.3                                  | [ 15 ] |
| Глизе 37   | 1983 | 5.20 | F8V    | —       | 1.0                                  | [ 16 ] |

Измерения радиуса сделанные во время миссии Gaia показывают, что он равен  1,17+0,03
−0,01 {\displaystyle R_{\bigodot }}, то есть измерение 1972 года было достаточно точным. 
Светимость звезды напрямую была померена во время во время миссии Gaia, она равна 1,852+0,006
−0,007 {\displaystyle L_{\bigodot }}, и она оказалась типичной для звезды спектрального класса F, но недостаточной для данного спектрального класса. Для того, чтобы планета, аналогичная нашей Земле, получала бы примерно столько же энергии, сколько она получает от Солнца, её надо было бы поместить на расстоянии 1,36 а. е., то есть в точку на полпути между Землёй и Марсом. Причём с такого расстояния Фи2 Кита выглядела бы на 8% меньше нашего Солнца, каким мы его видим с Земли — 0,46° (угловой диаметр нашего Солнца — 0,5°).
Звезда имеет поверхностную гравитацию, характерную для карликовой звезды — 4,45 СГС или 282 м/с2, то есть почти как на Солнце (274,0 м/с2). Звёзды, имеющие планеты, имеют тенденцию иметь большую металличность по сравнению Солнцем и Фи2 Кита  имеет значение металличности несколько меньшее, чем солнечное значение -0.03, то есть примерно 93% от солнечного значения. 
Звезда довольно молодая и её текущий возраст равен 1,9 млрд.. Также известно, что звёзды с массой 1,19 {\displaystyle M_{\bigodot }} живут на главной последовательности порядка 6,14 млрд. лет, то есть очень нескоро Фи2 Кита  станет красным гигантом, а затем, сбросив внешние оболочки, станет белым карликом. Предполагая, что эволюция жизни на углеродной основе, носит универсальный характер и полагая, что космосе действуют те же законы, что и на Земле, можно сказать, что на планете аналогичной Земле рядом с Фи2 Кита  эволюция находится на стадии протерозоя, а более конкретно на стадии сидерия: в это время анаэробные организмы, видимо, привели планету к кислородной катастрофе.
Фи2 Кита вращается со скоростью почти в 2 раз больше солнечной и равной 4,3 км/с, что даёт период вращения звезды — 14,4 дня. Звезда испытывает вариации яркости на 0,09m от 5,15m до  5,24m. Тип переменной и период не установлены, но вероятнее всего Фи2 Кита — переменная звезда типа Дельты Щита. Фи2 Кита  имеет обозначение характерное для переменных звёзд  NSV 00316 .

## Ближайшее окружение звезды
Следующие звёздные системы находятся на расстоянии в пределах 20 световых лет от звезды Фи2 Кита (включены только: самая близкая звезда, самые яркие (<6,5m) и примечательные звёзды). Их спектральные классы приведены на фоне цвета этих классов (эти цвета взяты из названий спектральных типов и не соответствуют наблюдаемым цветам звёзд):
| Звезда   | Спектральный класс | Расстояние, св. лет |
| Глизе 44 | K1 V?              | 8.52                |
| 6 Кита   | F8VFe−0.8CH−0      | 15.22               |
| Глизе 42 | K2.5 V (k)         | 17.08               |
| BE Кита  | G2—3V              | 17.51               |
| 13 Кита  | F8V—G0V            | 19.98               |

Рядом со звездой, на расстоянии 20 световых лет, есть ещё порядка 20 красных, оранжевых карликов и жёлтых карликов спектрального класса G, K и M, а также 6 белых карликов которые в список не попали.

### Комментарии
1. ↑  Расстояние рассчитано по приведённому значению параллакса
2. ↑  В XX веке Фи2 Кита  классифицировалась как субгигант с признаками карлика спектрального класса F7IV-V[14]
3. ↑  Угловой диаметр (δ) вычисляется по формуле
{\displaystyle \delta =2\arctan \left({\frac {R_{\mathrm {S} }}{d_{\mathrm {S} }}}\right)}, где RS — радиус звезды, выраженный в а.е.; dS — расстояние до звезды, выраженное в а.е.